# 鄒瑞俊
鄒瑞俊（?—?），四川綦江人，清朝政治人物。
光绪15年（1889年），擔任清朝遵义府婺川縣知縣。后由劉齊賢接任。